# Kolsva distrikt
Kolsva distrikt är ett distrikt i Köpings kommun och Västmanlands län.
Distriktet ligger nordväst om Köping.

## Tidigare administrativ tillhörighet
Distriktet inrättades 2016 och utgörs av en del av Kolsva socken, före 1939 Malma socken och Bro socken, i Köpings kommun.
Området motsvarar den omfattning Kolsva församling hade vid årsskiftet 1999/2000 och som den fick 1995 när en del utbrutits till Himmeta-Bro församling.